# Льотна ліцензія ФАА

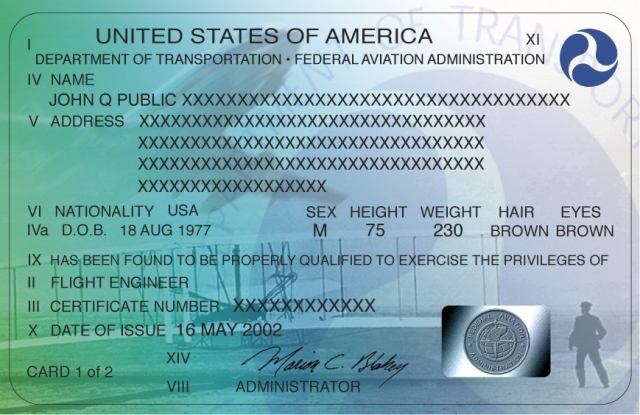
Зразок льотної ліцензії ФАА

Льотна ліцензія FAA — документ, що засвідчує право особи на пілотування літального апарата. FAA (Federal Aviation Administration) встановлює і щорічно переглядає установки ліцензування приватних і комерційних пілотів які навчаються за програмою ФАА.

## Пункти ліцензування
Відповідно до встановленої інфраструктурою ФАА, пілоти повинні або надіслати поштою документацію для придбання ліцензії у найближчий пункт FISDO, або з'явитися там особисто.

## Умови ліцензування
Кожен пілот незалежно від його громадянства і національності має право на отримання приватної чи комерційної ліцензії якщо він/вона успішно завершив/ла програму навчання і тренувань пілотування або програму навчання наземного інструктора пілотування, у відповідності з встановленою програмою FAR (Federal Aviation Regulations), пройшов/ла 1st Class Medical Check, успішно склав/ла письмовий (комп'ютерний) іспит, усний іспит з екзаменатором FAA і практичний (польотний) іспит.

## Види ліцензій
- SPL (Sport Pilot License) — Спортивна льотна ліцензія
- RPL (Recreational Pilot License) — Аматорська ліцензія пілотування
- PPL (Private Pilot License) — Ліцензія приватного пілота
- CPL (Commercial Pilot License) — Комерційна льотна ліцензія
- MPL (Multi-crew Pilot License) - Ліцензія пілота багаточленного екіпажу
- ATPL (Airline Transport License) — Ліцензія пілота авіаліній

## Види рейтингу до ліцензій
- IR (Instrument Rating) — Політ за приладами (приклад: в хмарах, де видимість менше встановлених мінімалів для польоту за ПВП)
- ME (Multi Engine) — Допуск до польотів на багатодвигунному літаку
- TR (Type-rating) — Рейтинг на спеціальний вид літака, із злітною масою понад 12500 фунтів (близько 5,7 тонн) або з турбореактивним двигуном, наприклад: Боїнг, Аеробус, Гольфстрім

## Види класу ліцензій
- ASEL (Aircraft Single Engine Land) — одне-моторний
- AMEL (Aircraft Multi Engine Land) — багато-моторний
- ASES (Aircraft Single Engine Sea) — одномоторна амфібія
- AMES (Aircraft Multi Engine Sea) — багато-моторна амфібія

## Види ліцензій категорії
- AB (Air Baloon) — Повітряна куля
- GL (Планер) — Планер
- RC (Rotorcraft) — Автожир
- A (Airplane) — Літак
- H (Helicopter) — Вертоліт

## Типи рейтингів
- Jet — Реактивний
- Turbo-prop — Турбогвинтовий
- Piston — Поршневий